# Карабин Де Лайла
Карабин Де Лайла (англ. De Lisle carbine) — английский магазинный карабин с интегрированным глушителем, разработанный в период Второй мировой войны.
Этот карабин разработал в инициативном порядке инженер Уильям Годфри Де Лайл (англ. William Godfrey De Lisle), который работал в британском Министерстве авиации. После начала войны он предложил образец бесшумного оружия на основе конструкции 5,6-мм самозарядного карабина Браунинга.
После испытаний второго опытного образца под 9-мм пистолетный патрон, было решено использовать в оружии пистолетный патрон .45 калибра.

## Конструкция
Карабин представляет собой первый серийный образец оружия с многокамерным интегрированным глушителем. В конструкции этого карабина использовались элементы трех различных серийных видов оружия. Ложа, затвор и ударно-спусковой механизм были взяты от стандартной английской винтовки Lee-Enfield Мk III, магазин — от пистолета Colt 1911, а ствол — от пистолета-пулемета Thompson.

## Боевое применение
Карабин использовался британскими коммандос в боевых действиях во Второй Мировой войне, а также позже, в Корее и Малайзии. Карабин Де Лайла также состоял на вооружении американских и французских армейских спецподразделений.
В послевоенный период ряд фирм в Англии и Америке выпускали более или менее точные коммерческие копии карабина De Lisle Commando carbine. Большая их часть была продана на гражданских рынках (там, где это разрешено местным законодательством).